# Patrimonio
Patrimonio (kors. Patrimoniu) – miejscowość i gmina we Francji, w regionie Korsyka, w departamencie Górna Korsyka.
Według danych na rok 2007 gminę zamieszkiwało 667 osób, a gęstość zaludnienia wynosiła 31 osób/km².